# Бобрышев, Юрий Иванович
Юрий Иванович Бобрышев (р. 1951) — мэр Великого Новгорода в 2008—2018 годах. Депутат Государственной Думы седьмого созыва, член фракции «Единая Россия». Председатель Новгородской областной думы VII созыва с 6 октября 2021 года.

## Биография
Родился 3 мая 1951 года в селе Бобрышево (Пристенский район, Курская область).
В 1973 году окончил Воронежский химико-технологический институт по специальности инженер-технолог.
В 1973 году Бобрышев был назначен главным инженером Новгородского производственного объединения пивоваренной и безалкогольной промышленности.
В 1980 по 1986 год был генеральным директором Новгородского производственного объединения спиртовой и ликёро-водочной промышленности.
С 1986 по 1992 год в должности генерального директора возглавлял государственно-кооперативное объединение «Новгородпищепром».
С 1992 по 2007 год работал генеральным директором ОАО «Алкон».
За время работы в компании «Алкон» Бобрышев зарегистрировал на своё имя несколько патентов на изобретение и разработку рецептуры спиртных напитков, в числе которых джин «Алкон», настойка «Марфа посадница», наливка «Юрьевская».
С 11 декабря 2007 года Бобрышев исполнял полномочия мэра Великого Новгорода.
2 марта 2008 года был избран мэром города, 7 марта итоги выборов утвердил горизбирком, а 11 марта 2008 года приступил к работе в качестве мэра.
В 2013 был переизбран на второй срок, до 2018 года.
В Единый День голосования, 8 сентября 2019 года, с результатом 35,39 % он одержал победу на дополнительных выборах депутатов Государственной Думы по № 134 «Новгородскому» округу.
19 сентября 2021 года победил на выборах депутатов Новгородской областной думы VII созыва. 6 октября того же года стал спикером местного парламента — на тайном голосовании его кандидатуру поддержали 24 депутата из 27.

## Награды
- орден «Знак Почёта» (1984)
- заслуженный работник пищевой индустрии России (1999)
- Почётная грамота Новгородской областной думы (2004)